# Chmura Wilsona

Chmura Wilsona powstała podczas 21-kilotonowego, podwodnego testu jądrowego Baker w ramach Operacji Crossroads

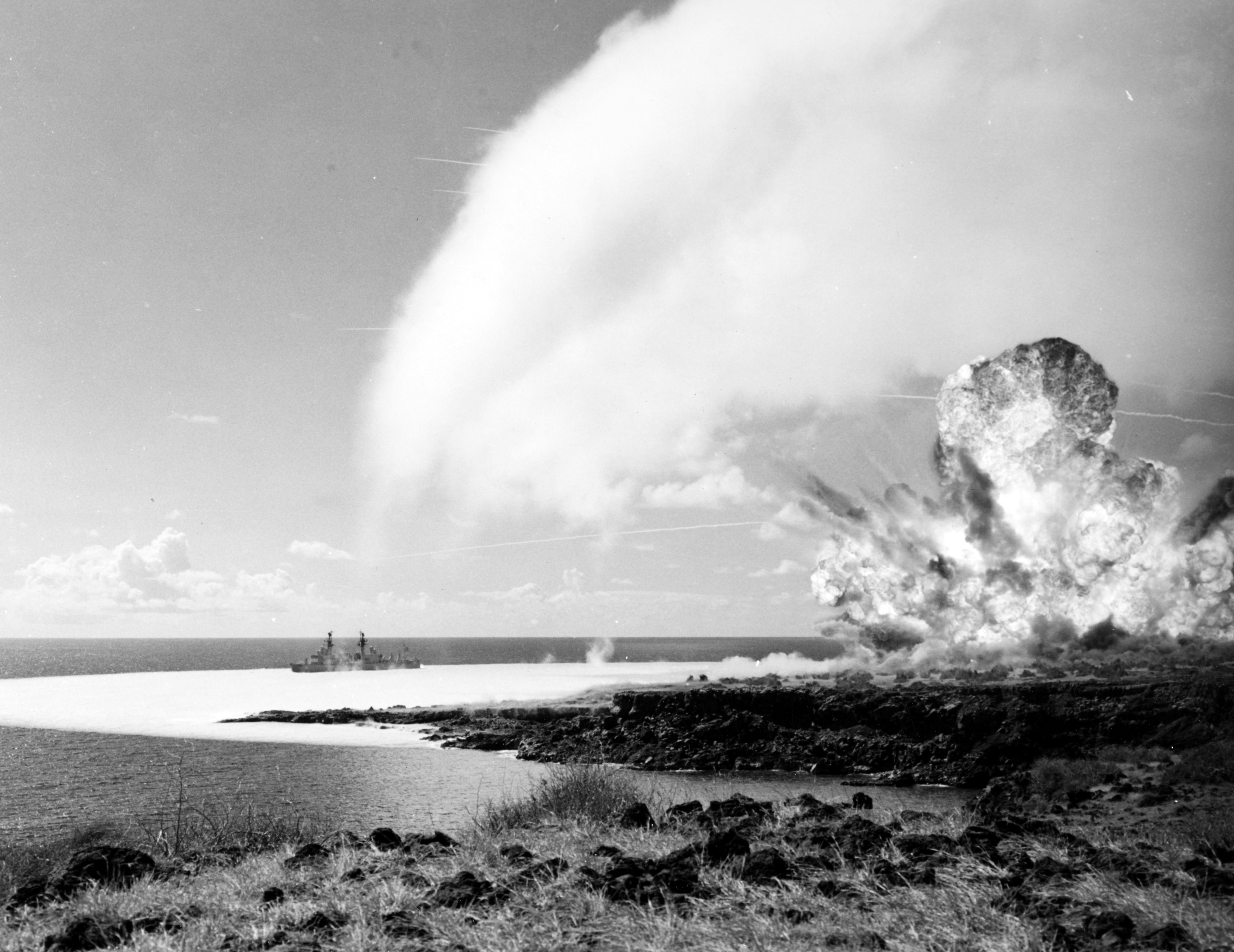
Eksplozja 500 ton trotylu, powodująca powstanie chmury Wilsona

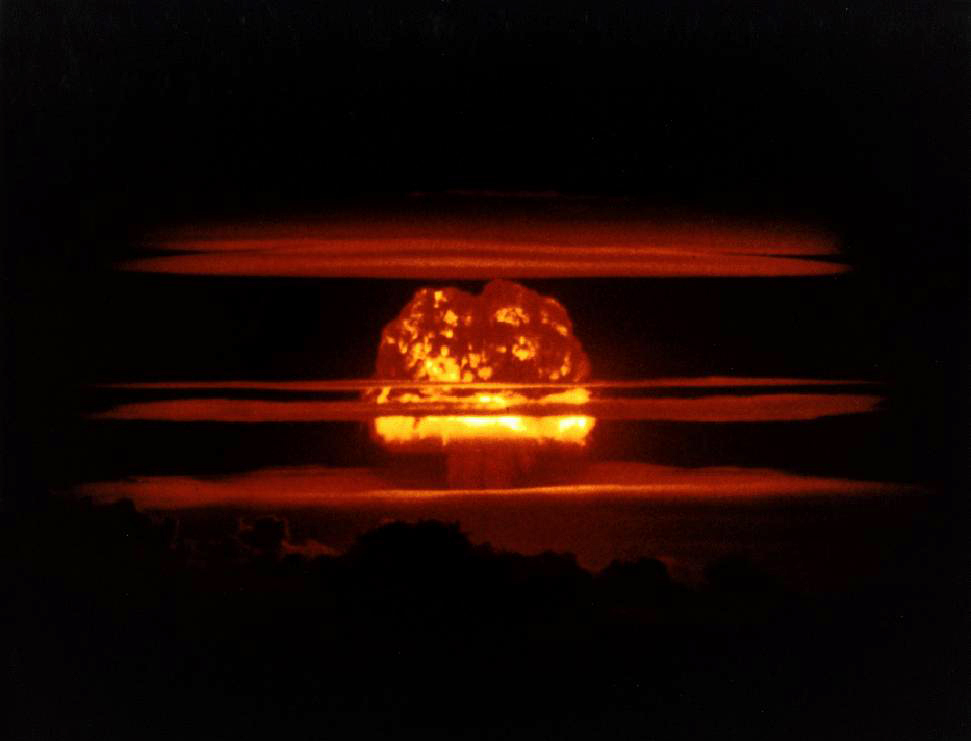
Grzyb atomowy oraz wielokrotne pierścienie kondensacyjne podczas testu Castle Union bomby wodorowej o mocy 6,9 Mt

Chmura Wilsona, chmura kondensacyjna – krótkotrwałe zjawisko zauważalne podczas dużych wybuchów, zwłaszcza jądrowych, w wilgotnym powietrzu.
Gdy w atmosferze rozchodzi się fala uderzeniowa wybuchu jądrowego bądź wybuchu dużego ładunku konwencjonalnego w pewnej odległości za czołem fali powstaje obszar zmniejszonego ciśnienia zwany fazą ujemną. Rozprężenie powietrza powoduje jego ochłodzenie, co prowadzi do kondensacji części pary wodnej zawartej w powietrzu. Kiedy ciśnienie i temperatura wracają do pierwotnych wartości, chmura Wilsona znika.
Zmiana ciśnienia w fali uderzeniowej jest procesem niemal adiabatycznym, gdyż ciepło nie nadąża przepływać między masami powietrza, co skutkuje zmianą temperatury zależną od zmiany ciśnienia. W wilgotnym powietrzu, w rozrzedzonych obszarach fali uderzeniowej temperatura powietrza może spaść poniżej punktu rosy, w którym para wodna zawarta w powietrzu ulega kondensacji i tworzy widzialną chmurę złożoną z mikroskopijnych kropelek wody. Wahanie ciśnienia fali uderzeniowej maleje wraz z jej przemieszczaniem się. Ogranicza to odległość w jakiej może dojść do kondensacji pary wodnej.
Naukowcy obserwujący testy jądrowe przeprowadzane w ramach Operacji Crossroads w 1946 roku na Atolu Bikini nazwali tę przejściową chmurę chmurą Wilsona z uwagi na podobieństwo mechanizmu jej tworzenia się z wykorzystywanym procesem kondensacji w komorze Wilsona, urządzeniu służącym do detekcji cząstek i rejestrowania ich śladów. Działa ona dzięki szybkiemu obniżeniu ciśnienia gazu w zamkniętej objętości, zaś kondensacja następuje wzdłuż toru przelotu naładowanej cząstki. Analitycy późniejszych testów jądrowych, dla określenia chmury Wilsona, używali bardziej ogólnego terminu („chmura kondensacyjna”).
Wygląd chmury Wilsona wskazuje kształt fali uderzeniowej, dyktowany różnymi prędkościami rozchodzenia się na różnych wysokościach, oraz różną temperaturą i wilgotnością różnych warstw atmosfery. Podczas testów jądrowych często obserwowane są pierścienie kondensacyjne dookoła lub powyżej kuli ognistej. Pierścienie wokół niej mogą trwać dłużej i utrzymywać się dookoła tworzącej się nogi grzyba atomowego.
Czas trwania chmury Wilsona podczas jądrowych wybuchów atmosferycznych może być skrócony przez promieniowanie termiczne kuli ognistej, które ogrzewa chmurę ponad punkt rosy i odparowuje krople wody.

## Lotnictwo
Ten sam rodzaj chmury kondensacyjnej jest czasami widoczny ponad skrzydłami samolotów odrzutowych poruszających się na małych wysokościach, w bardzo wilgotnej atmosferze. Skrzydło w górnej części jest bardziej zakrzywione, a większa krzywizna (za tym większa prędkość przepływającego powietrza) powoduje zmniejszenie ciśnienia powietrza w tym miejscu, tak jak tego wymaga równanie Bernoulliego. Zmniejszenie ciśnienia powoduje spadek temperatury powietrza, a co za tym idzie – kondensację pary wodnej. Tak pojawiają się małe, przemijające chmury (nie należy ich mylić ze smugami kondensacyjnymi, powstającymi za silnikami; przesycona para wodna kondensuje wtedy na aerozolu powstałym ze spalin).

## Obłok Prandtla-Glauerta
Jeszcze innym rodzajem chmury Wilsona jest obłok Prandtla-Glauerta.